# Hematuri
Hematuri (av klassisk grekiska αἷμα, "blod", och οὖρον, "urin") är förekomsten av blodkroppar i urinen. Orsaken kan exempelvis vara tumör i urinvägarna, njursten, urinvägsinfektion eller menstruation.
Makroskopisk hematuri är när blodet kan observeras i urinen utan mikroskop. Urinen blir då något rosaaktig. Mikroskopisk hematuri är när det finns röda blodkroppar i urinen som endast kan ses med mikroskop.

## Bilder

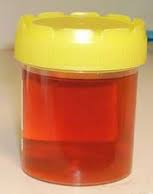
Urinprov med hematuri.